# پاشکول
پاشکول (به بلغاری: Pashkul) یک منطقهٔ مسکونی در بلغارستان است که در ایوالوفگراد واقع شده‌است.